# Rotund
Die Burgruine Rotund (auch Schloss genannt) bei Taufers im Münstertal in Südtirol liegt auf etwa 1500 m s.l.m. Höhe und zählt zu den höchstgelegenen Burgen Tirols. Der Alternativname Oberreichenberg nimmt auf die etwa 150 Höhenmeter tiefer gelegene Burg Reichenberg Bezug.

## Lage
Die gegen drei Seiten hin auf einem steil abfallenden Hügel gelegene Burg konnte nur von der Nordseite her über einen 15 bis 20 Meter tiefen Sattel über eine Zugbrücke erreicht werden. Der runde, heute noch sichtbare Bergfried ist an der höchsten Stelle des Burgbereiches angelegt. Erst 1957 ließ die Soprintendenza delle Belle Arti ein Eisenband um den gespaltenen Turm legen, da dieser abstürzen zu drohte. Die Ruine ist frei zugänglich, es besteht jedoch Einsturzgefahr.

## Geschichte
Die Anlage wurde um 900 von den Bischöfen von Chur gebaut und von diesen auch zunächst als Residenz genutzt. 1150 gaben sie die Burg als Lehen an die Edlen von Rotund. Das Adelsgeschlecht der von Rotunder starb 1288 aus, und die Burg ging an die Freiherren von Reichenberg. Im Jahr 1310 wurde die Anlage an Heinrich von Reichenberg verkauft. Die Reichenberger verkauften die Burg 1381 an den Grafen von Tirol, der sie als Churer Unterlehen an die Freiherren von Schlandersberg weiterverlieh. Die Brüder Kaspar und Heinrich von Schlandersberg, die berüchtigt waren für ihre Übergriffe, auch gegen die eigenen Untergebenen, gehörten zur Adelsopposition gegen den Habsburger Herzog Friedrich mit der leeren Tasche, der 1417 die Burgen Rotund und Reichenberg eroberte. Auch ihre Burg Hochgalsaun wurde 1423 zerstört. 1448 tauschte Ulrich von Schlandersberg die Burg mit Herzog Sigmund gegen Burg und Stadt Bludenz. Im 15. Jahrhundert wurde die Burg erneuert und ein Eckrondell angebaut. Von 1555 kauften die späteren Grafen von Hendl den Besitz und behielten ihn bis ins 19. Jahrhundert. Der letzte Schlossherr war Baron von Heydorf. Heute ist Burg Rotund im Besitz der Gemeinde Taufers im Münstertal. 2011 fanden Sicherungsarbeiten durch das Südtiroler Landesdenkmalamt statt.